# Ərməkiqışlaq
Ərməkiqışlaq è un comune dell'Azerbaigian situato nel distretto di Quba. Conta una popolazione di 430 abitanti.